# Fortificazioni Ticinesi

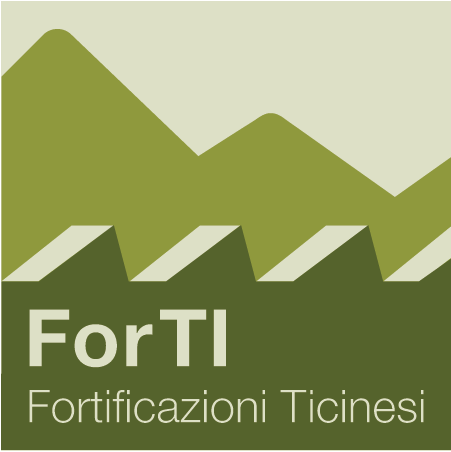
Logo Fortificazioni Ticinesi

Die Fortificazioni Ticinesi (ForTi, Tessiner Festungswerke) sind ein grenzüberschreitendes INTERREG-Projekt, das sich auf das Grenzgebiet zwischen der Schweiz und Italien bezieht. Die historischen Befestigungsanlagen beidseits der Grenze bilden ein verbindendes Element in dieser Region.
Das 2009 gestartete Projekt umfasst die Grenzregionen Tessin-Lombardei und Tessin-Piemont. 2012 hat die regionale Wirtschaftsförderung «Bellinzonese e Valli» (ERS-BV) die Leitung für die schweizerischen Teilprojekte übernommen.

## Festungswanderwege
Das mit kantonalen und eidgenössischen Mitteln unterstützte Projekt umfasst zehn thematische Parcours entlang von bestehenden offiziellen Wanderwegen. Damit sollen die wichtigsten Tessiner Festungsbauten aus der Gründungszeit der modernen Eidgenossenschaft aufgewertet werden. Die Festungswanderrouten sollen mit dem bestehenden touristischen Angebot verknüpft und dadurch bekannt gemacht werden, ebenso wie mit einer eigenen Website, herunterladbaren Apps, gedruckten Informationsbroschüren sowie Informationsveranstaltungen.
Die Wanderrouten sind mit weissen Wegweisern beschildert und mit Informationstafeln am Beginn und bei den sichtbarsten Punkten sowie mit Objekttafeln am jeweiligen Standort der Anlagen versehen. Die Informationstafeln sind mit Routenbeschreibungen und einem Überblick über die Objekte auf dem jeweiligen Parcours versehen. Die Objekttafeln bei den militärischen Bauwerken oder in ihrer unmittelbaren Umgebung geben detaillierte Informationen zu den einzelnen Festungswerken.

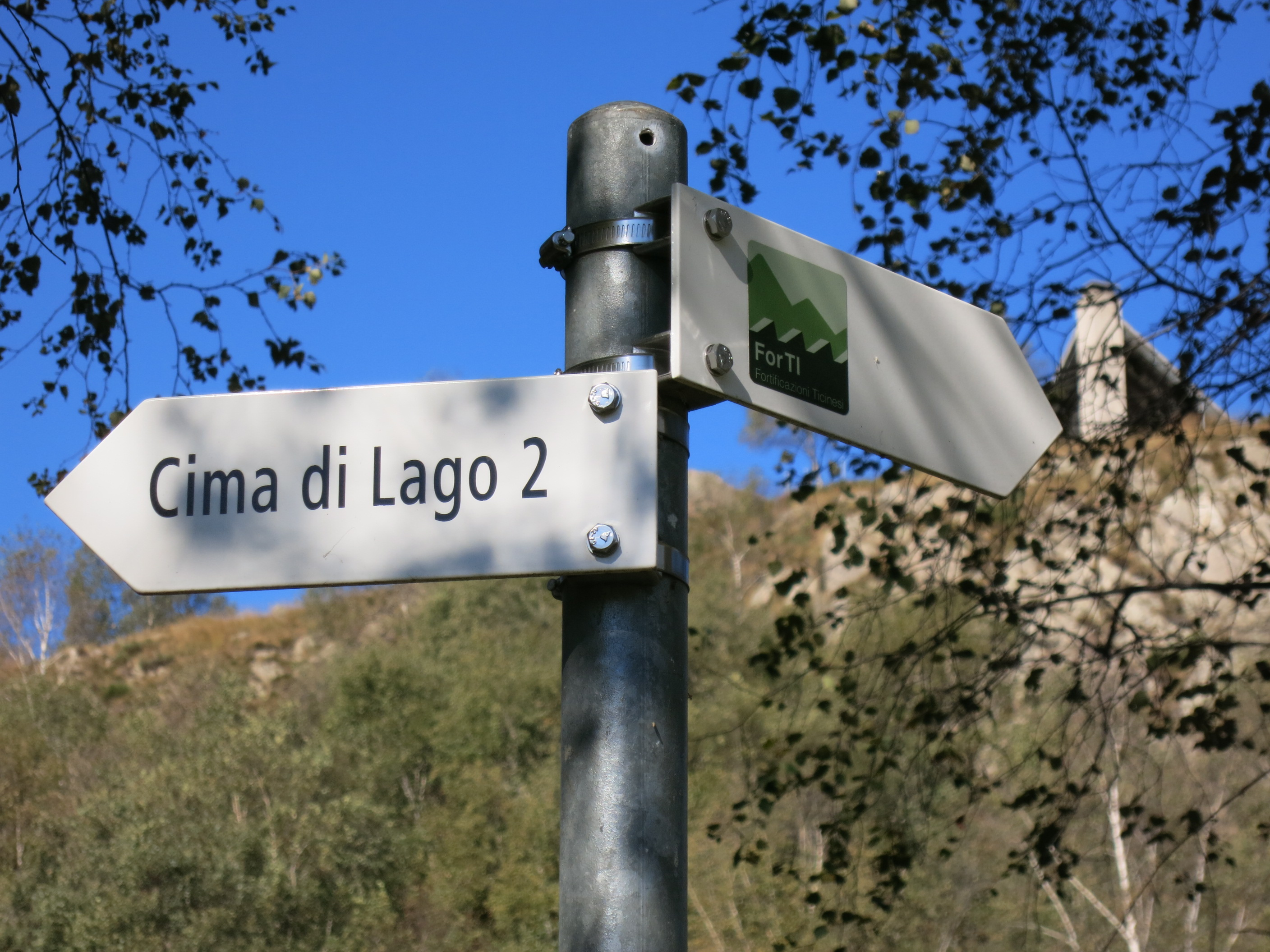
Wegweiser ForTi
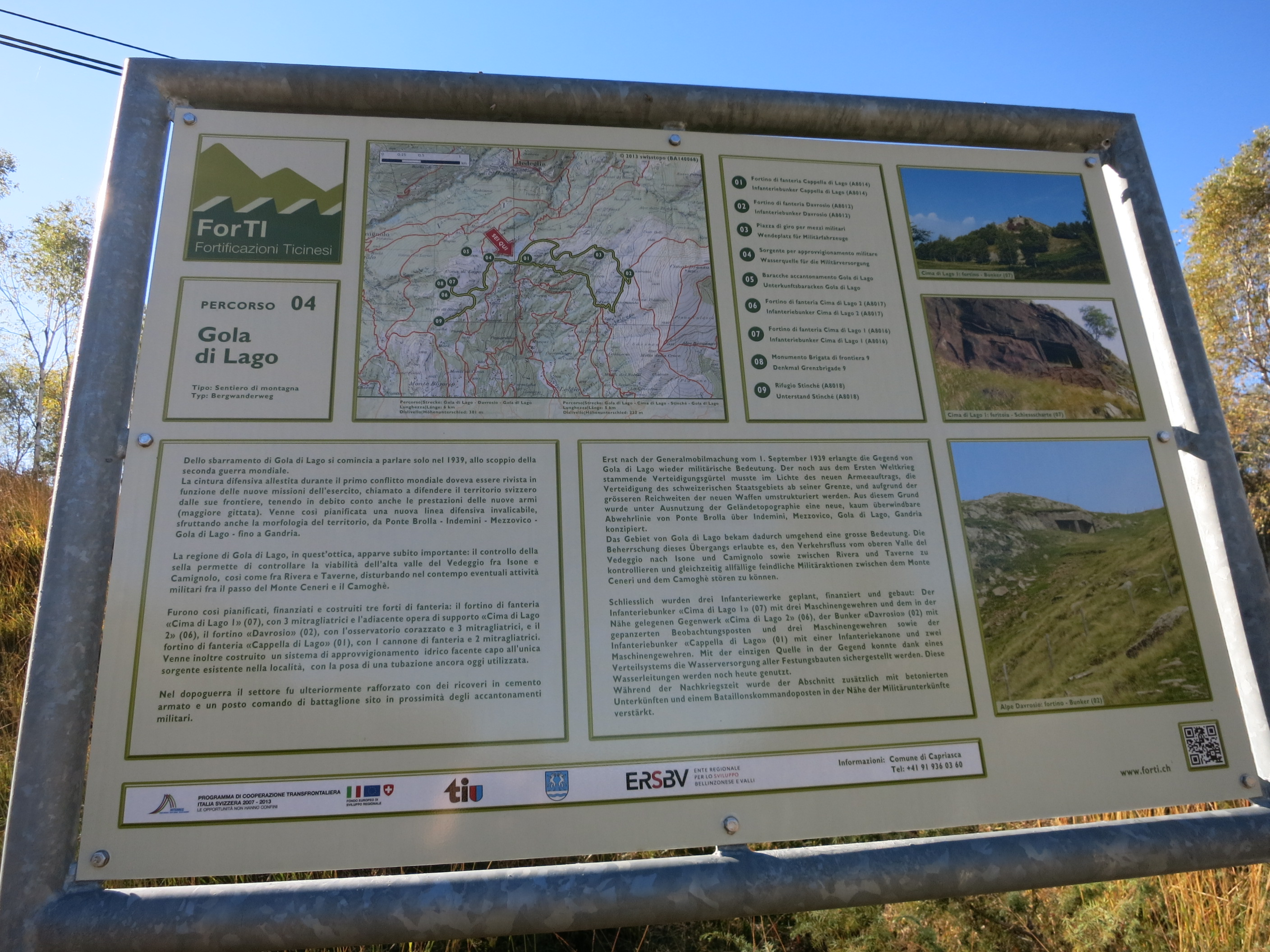
Informationstafel Route 04 Gola di Lago
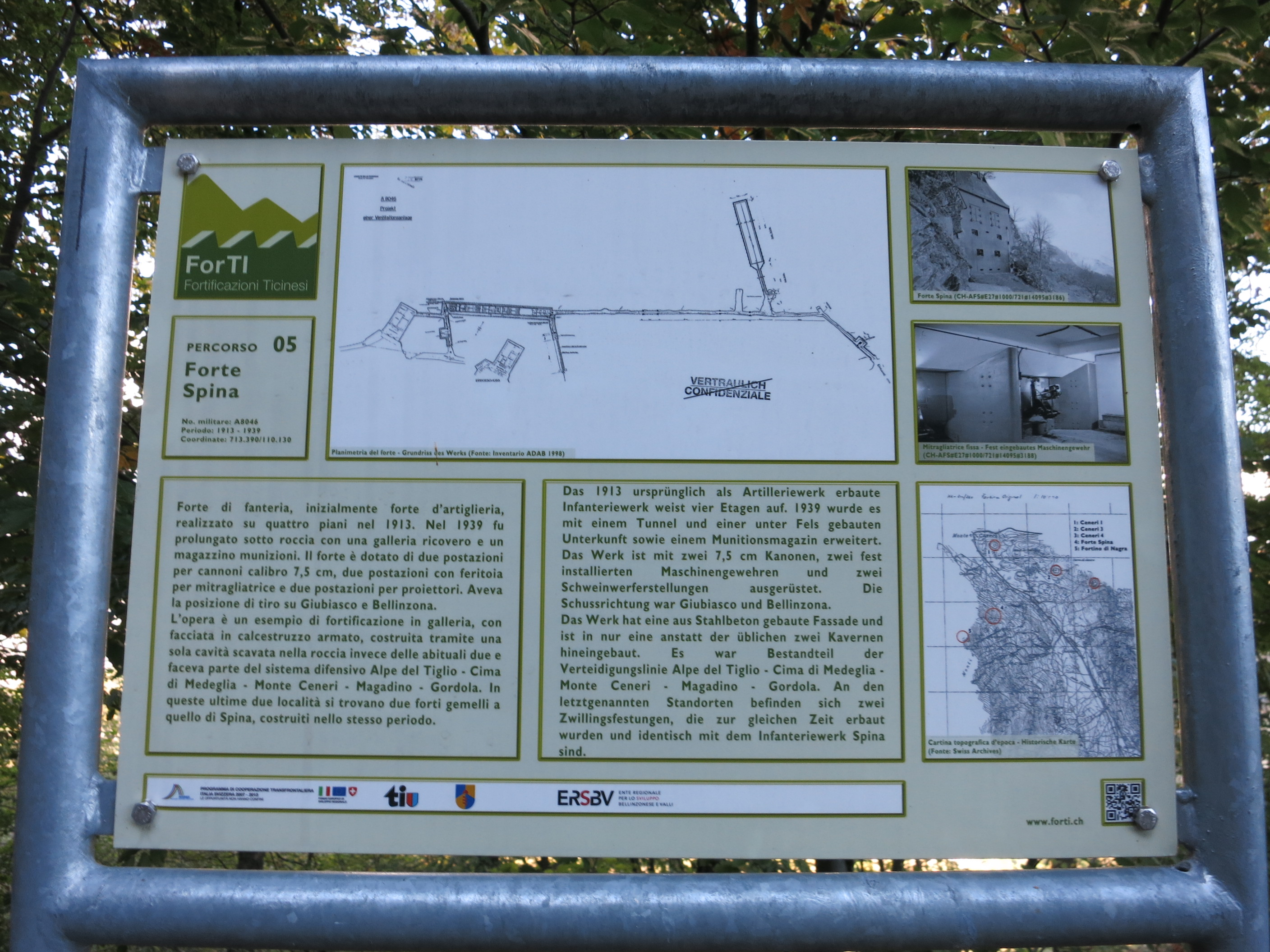
Objekttafel Route 05 Monte Ceneri
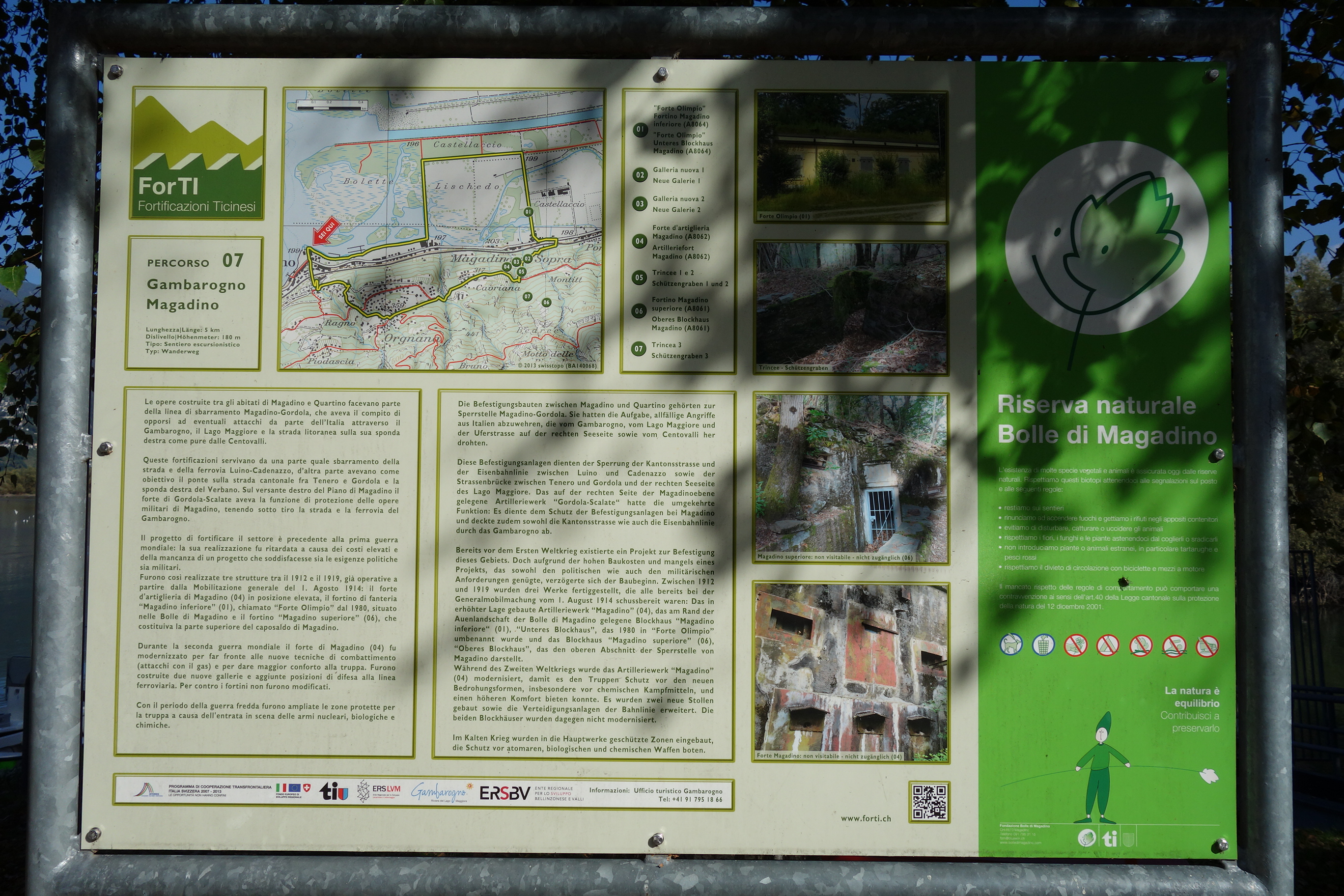
Lehrpfad Route 07 Gambarogno – Magadino
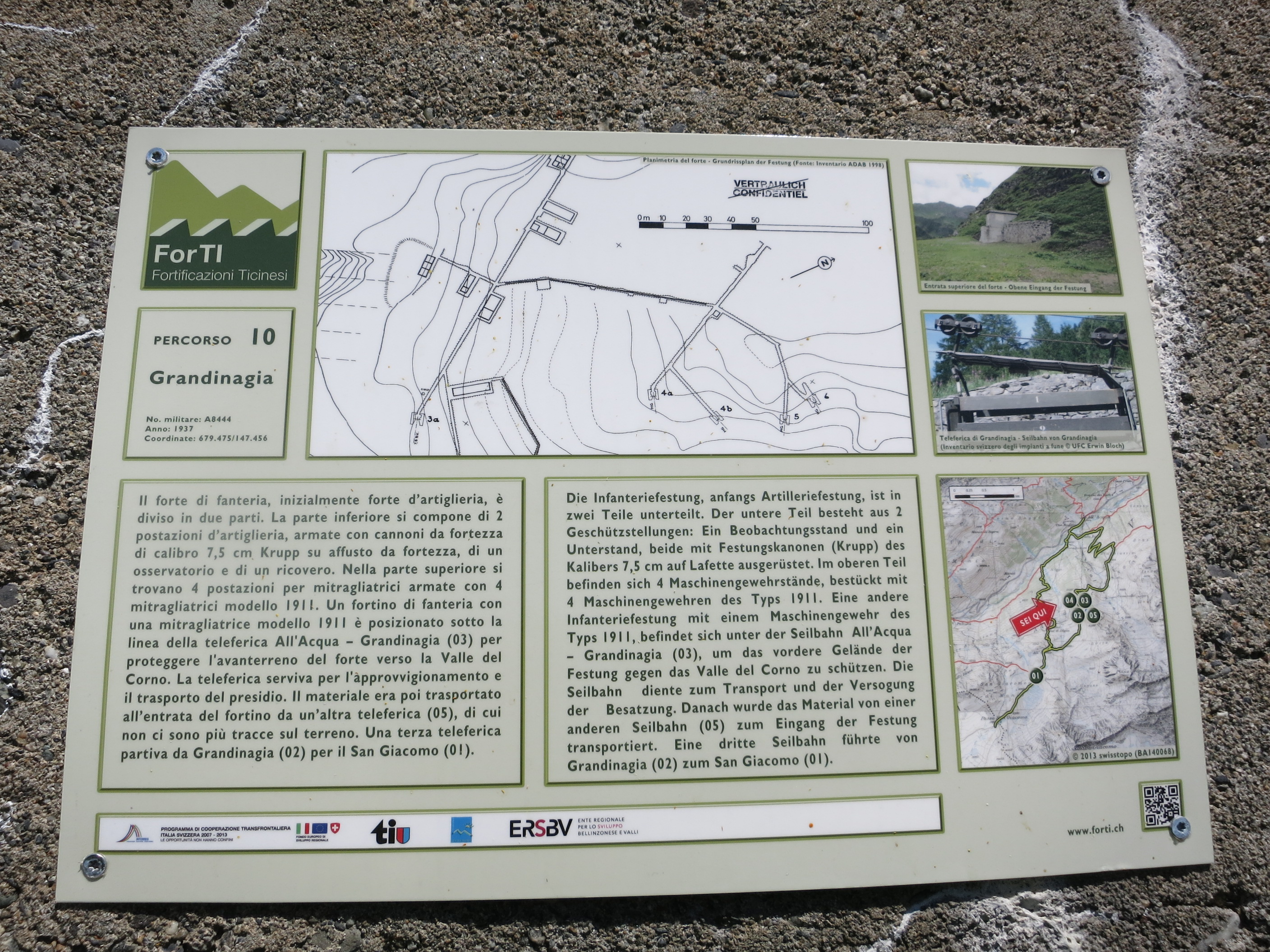
Lehrpfad Route 10 San Giacomo

Die Routen sind in die zwei Kategorien Italien und Schweiz unterteilt:

## Italienische Festungswerke
Die vier Parcours der italienischen Fortifikation im Mendrisiotto und Basso Ceresio sind dem Ersten Weltkrieg gewidmet. Eine Route führt zu Festungswerken, die auf italienischem Staatsgebiet liegen.
- 1a Cabbio–Sasso Gordona (I) ⊙
- 1b Sagno–Monte Bisbino (I) ⊙
- 2 Arzo/Meride–Monte Orsa (I) ⊙
- 3 Arogno–Sighignola Vetta (I) ⊙

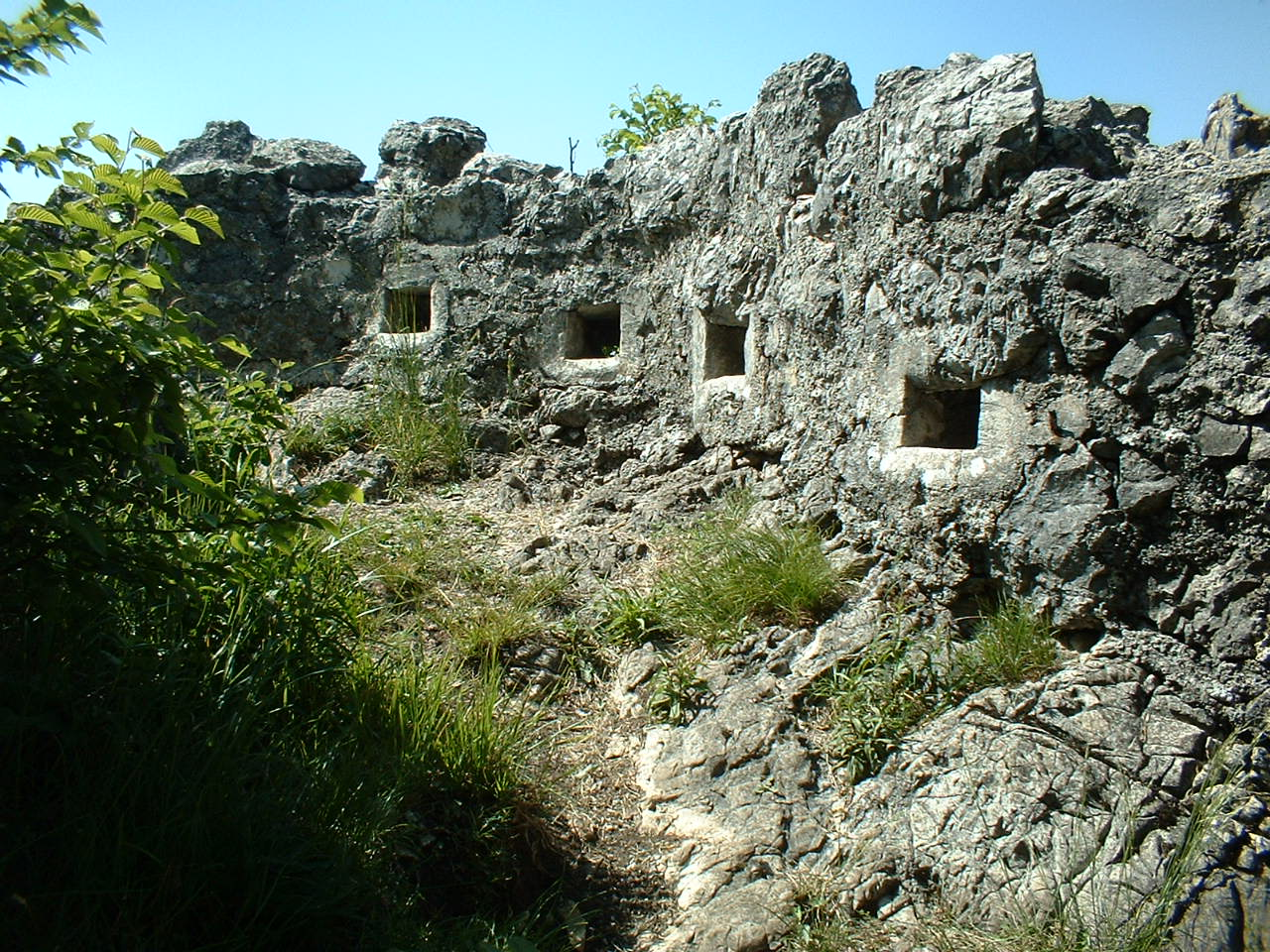
Schiessscharten zwischen Monte Orsa und Monte Pravello
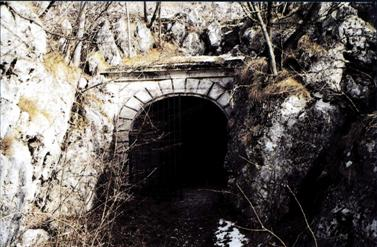
Eingang zu einem Artilleriestand am Monte Orsa
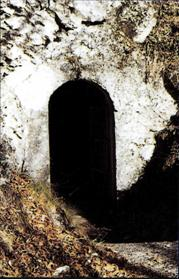
Eingang zu einem Beobachtungsposten am Monte Orsa
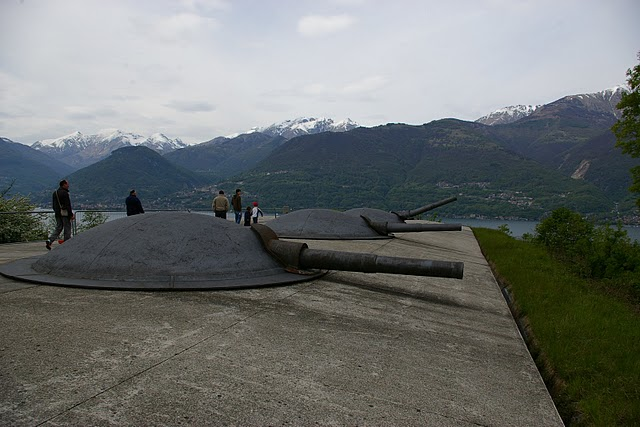
Forte Montecchio Nord, Colico
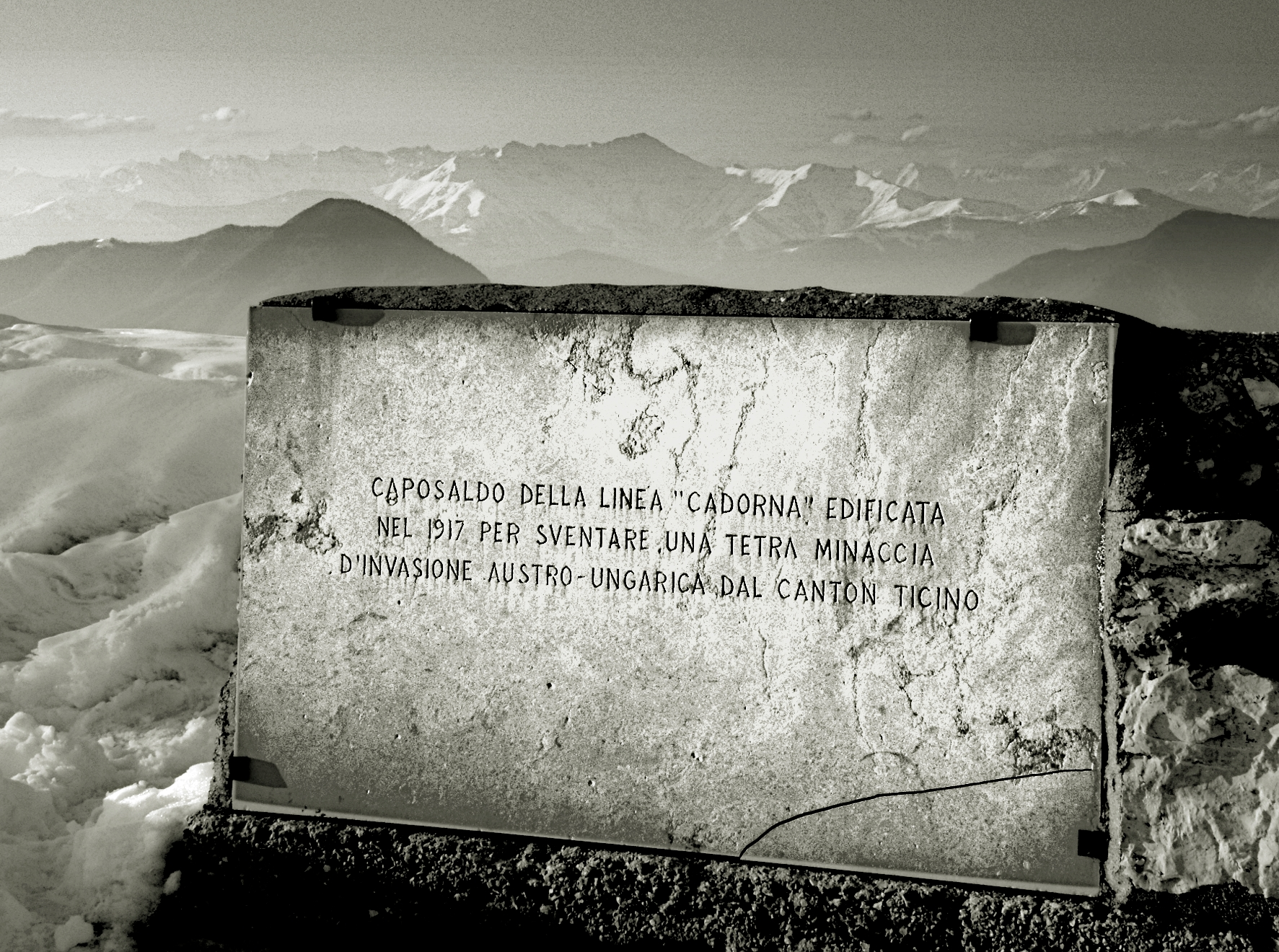
Monte Campo dei Fiori, Provinz Varese

Der Bezirk Mendrisio bildet die südlichste Zone des Kantons Tessin. Die Landzunge des Mendrisiotto ist von den italienischen Provinzen Como und Varese umgeben. Der Zugang vom Tessin erfolgt über die 1847 erbaute Dammbrücke des Luganersees bei Melide.
Die Schweizer Armee betrachtete dieses Gebiet als sogenanntes offenes Schlachtfeld, das nicht befestigt wurde. Auf der italienischen Seite gehörte das Grenzgebiet zum italienischen Verteidigungssystem der Cadorna-Verteidigungslinie (280 km vom Aostatal, Mont Dolent) bis ins Veltlin (Stilfserjoch), das ab 1904 befestigt wurde, um die eigenen Grenzen vor eventuellen Angriffen, welche durch die Schweiz und über die Alpen hätten führen können, zu schützen.
Von der westlich des Mendrisiotto liegenden Anlage am Monte Orsa konnte der Abschnitt der Gotthardbahn von Melide bis Chiasso kontrolliert werden. Die östlich liegenden Anlagen Monte Bisbino und Sasso Gordona bestehen aus Beobachtungsständen und Geschützstellungen aus Kalksteinhöhlen. Die Anlage von Sighignola konnte den Luganersee von Lugano nach Porto Ceresio beherrschen.

## Tessiner Festungswerke
Die sieben Parcours in den Gebieten Luganese – Bellinzonese – Gambarogno und Alto Ticino führen zu den Sperrstellen von nationaler Bedeutung in der Südschweiz.

### Festungen in der Region Lugano

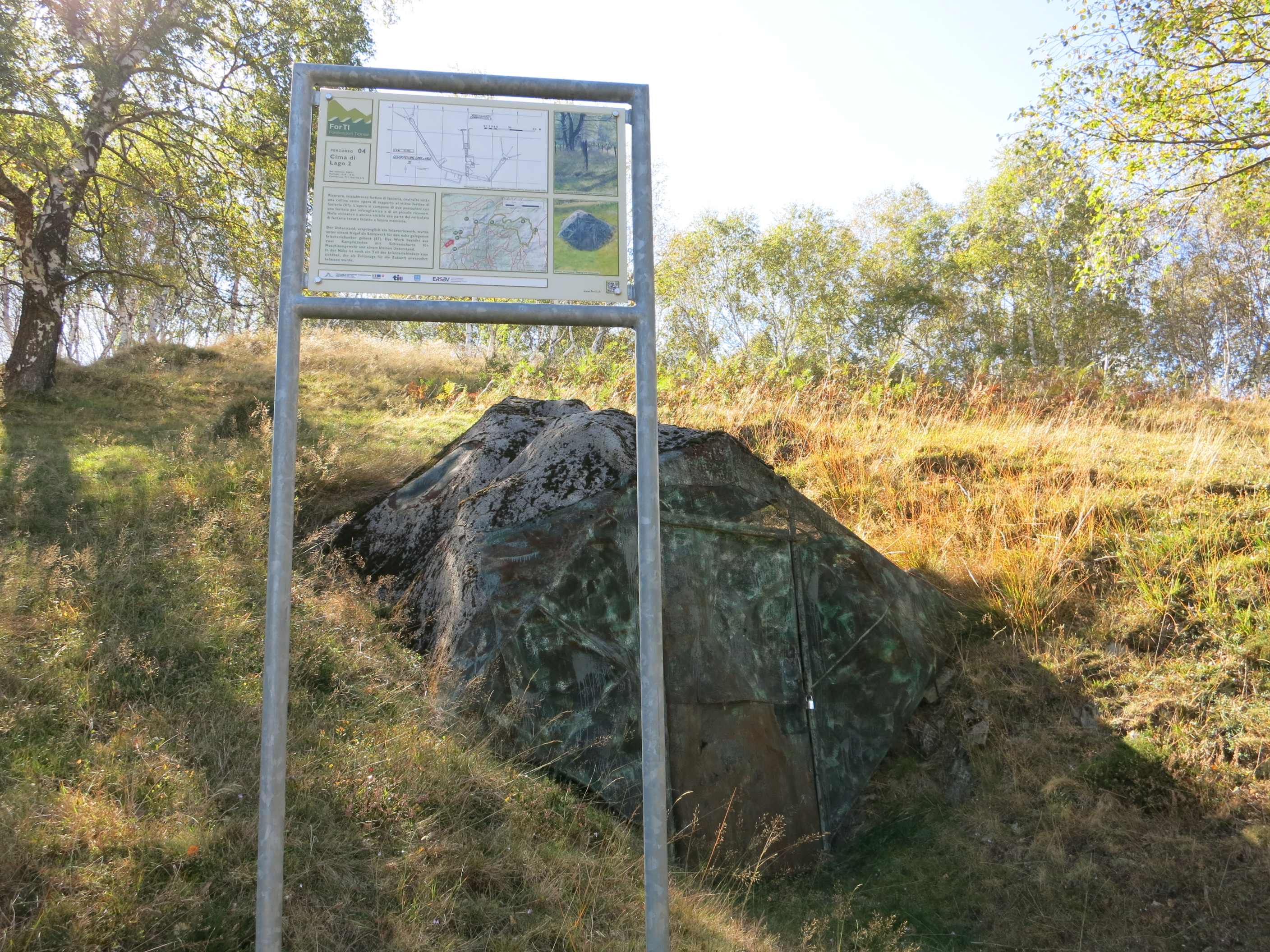
Infanteriewerk Cima di Lago A 2017

- 4 Gola di Lago (Tesserete) ⊙

Das Luganese reicht um den Luganersee und mit dem Vedeggiotal nordwärts bis zum Monte-Ceneri-Pass. Der südliche Teil ist strategisch unbedeutend, während die Bergkette des Monte Ceneri und der Cima di Medeglia eine natürliche Festung bilden.
Mit dem Bau der Hauptstrasse über den Monte Ceneri musste die Gegend befestigt werden, um einen militärischen Durchmarsch Richtung Bellinzona zu verhindern. Ab 1910 wurden Infanteriestützpunkte und Artilleriewerke sowie die Waffenplätze Monte Ceneri und Isone auf der Linie Monte Ceneri–Alpe del Tiglio gebaut. Während des Zweiten Weltkrieges wurde die Sperrstelle Gola di Lago als südlicher Arm der Linie angefügt.

### Festungen in der Region Locarnese – Gambarogno
- 5 Monte Ceneri (Cima di Medeglia, Alpe del Tiglio) ⊙
- 7 Magadino (Gambarogno) ⊙

Der Lago Maggiore ist seit der Antike ein bevorzugter Wasserweg, der die Alpentäler des heutigen Kantons Tessin und der Mesolcina mit der Po-Ebene verbindet. Schifffahrtswege und Strassenrouten in Ufernähe galten als Zufahrtswege für Truppen aus der Po-Ebene im Falle einer Invasion des Tessins Richtung Zentralschweiz. Bereits im Ersten Weltkrieg wurde die Südfront am Nord- (Gordola) und Südhang (Magadino) der Magadinoebene als westlicher Teil des Verteidigungsdispositivs der Linie Gordola–Monti di Medeglia–San-Jorio-Pass befestigt.

### Festungen in der Region Bellinzonese e Valli

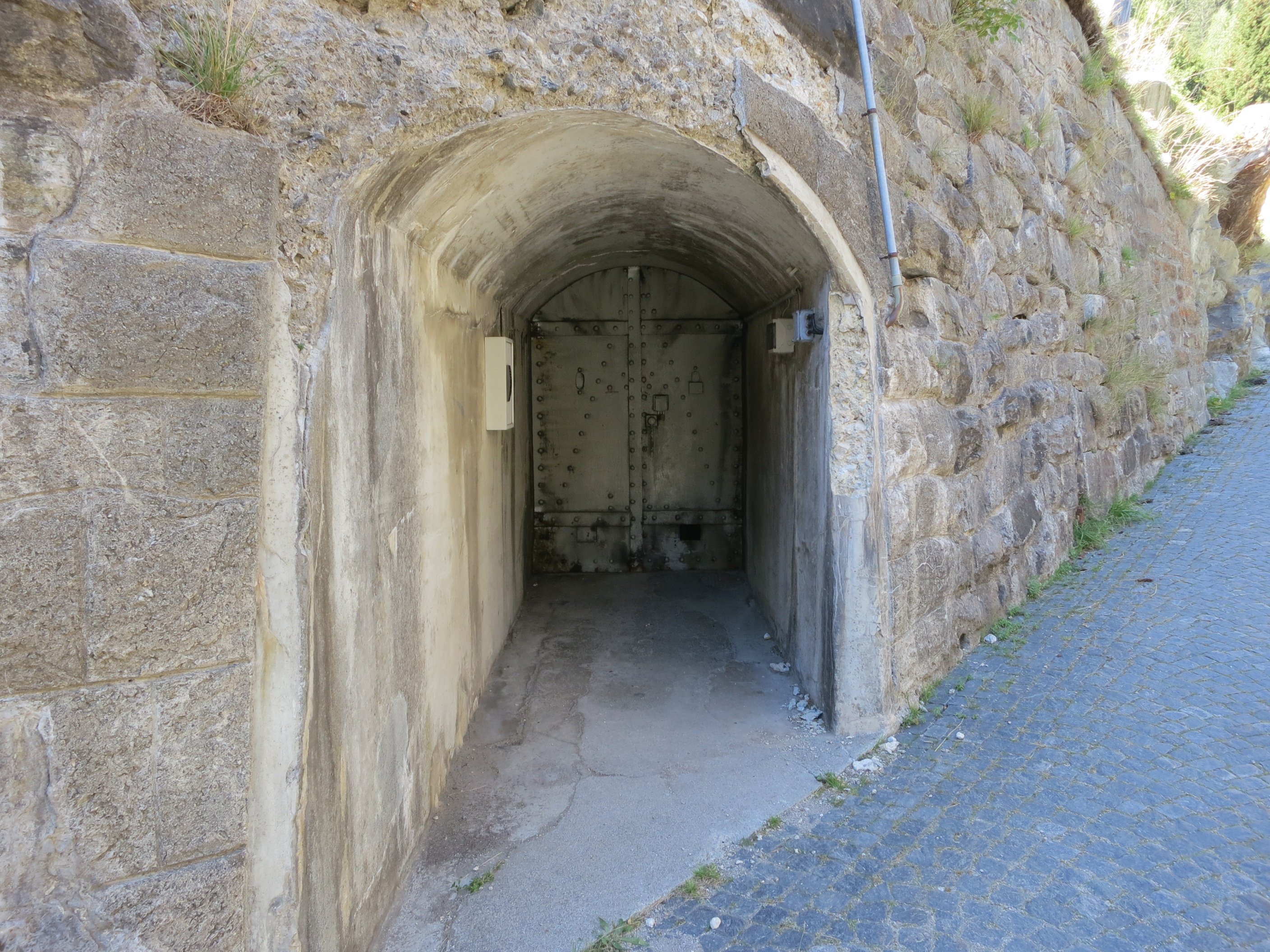
Forte Airolo, Verbindungsstollen zum Gotthardtunnel

- 6 San Jorio (Bellinzona e Valle Morobbia) ⊙
- 8 Linea Lona (Valle Riviera) ⊙
- 9 Airolo und St. Gotthard ⊙
- 10 Passo San Giacomo (Valle Bedretto) ⊙

Die Region Bellinzonese e Valli reicht vom nördlichen Hang des Monte Ceneri und vom Lago Maggiore durch verschiedene Täler bis zu den Alpen, wo die Täler zu Alpenübergängen führen, die seit dem Altertum als Wege für Menschen und Waren benutzt werden. Die strategische Bedeutung dieser Gebiete hängt mit der Beherrschung der Transportwege zusammen.
Der östliche Teil des Verteidigungsdispositivs der Linie Gordola–Monti di Medeglia–San-Jorio-Pass bildet am östlichsten Ende des Morobbiatals den San-Jorio-Pass, der zum Comersee in Italien führt.
Während des Zweiten Weltkriegs wurde südlich von Biasca eine Panzerabwehrlinie (Lona-Linie) errichtet, die das Vorrücken Richtung Gotthard- und Lukmanierpass verhindern sollte.
Zum Schutze des Gotthardtunnels wurden Ende des 19. Jahrhunderts die ersten grossen Festungen im Gotthardgebiet (Forte Airolo, Fort Hospiz) gebaut. Weitere Befestigungswerke kamen während des Ersten und des Zweiten Weltkriegs dazu, so die Sperrstelle auf dem San-Giacomo-Pass.